# Yngling

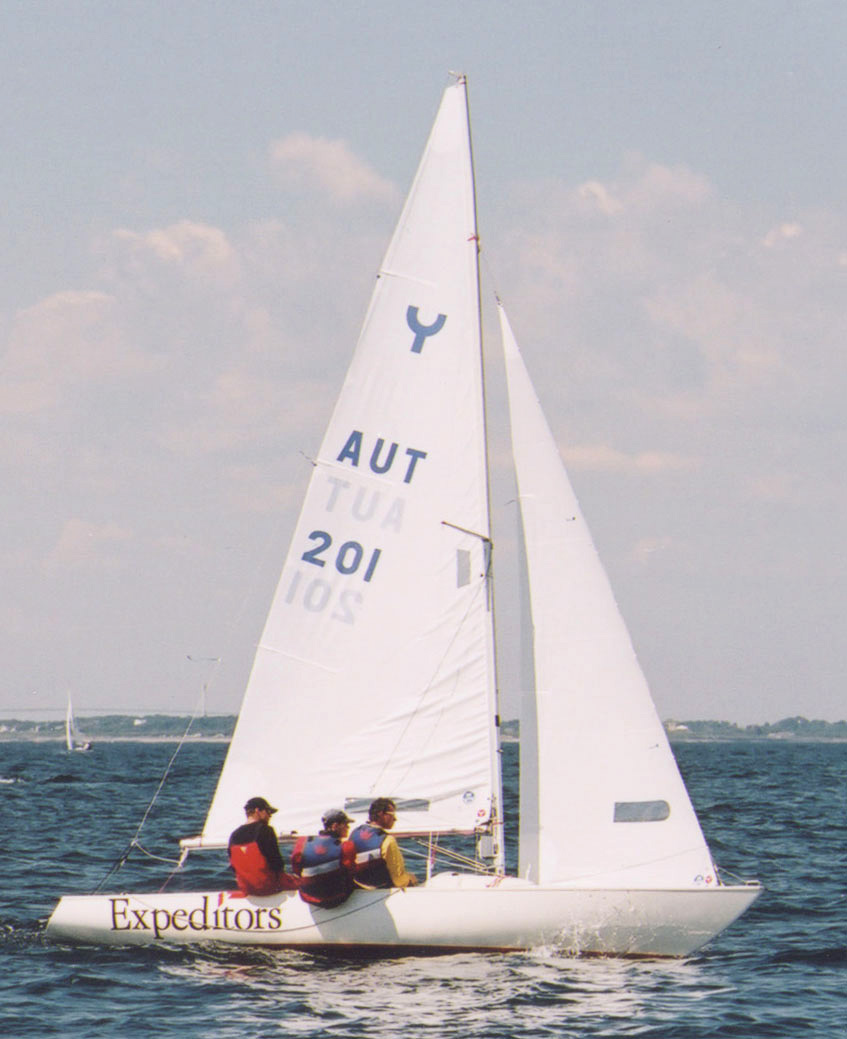
Yngling à bolina

O Yngling é um barco de quilha fixa - Keelboat (En) - para três velejadores, como o Star, de série internacional  e promovido em série olímpica feminina desde os J.O. de Atenas em 2004.

## Histórico
Jan H. Linge (Oslo, Noruega) criou esta barco  depois dos testes organizados pela IYRU que tinha visto a vitorio do seu Soling. O nome Yngling provém do mesmo termo norueguês que quer dizer jovem ou júnior, pois desenhou-o para o seu filho na altura com 14 anos de idade.
Classe internacional desde 1979 e escolhido pelo IYRU para o campeonato feminino de 1994, foi redesenhado por J. Linge em 1990 altura em que lhe juntou um cockpit.